# 沃尔夫冈·朔伊布勒
沃尔夫冈·朔伊布勒（德語：Wolfgang Schäuble，1942年9月18日—2023年12月27日），生于的弗赖堡，是德国基督教民主联盟（CDU）党内的重要人物。

## 早年经历
曾在弗赖堡大学和汉堡大学攻读法学和经济学。1968年至1970年当过律师。此后曾任巴登－符腾堡州财政局、弗赖堡财政管理局顾问。 
求學
沃爾夫岡·朔伊布勒於1942年出生，為第三子。他的父親是基督教民主聯盟（CDU）的從政者(1907-2000)，並且在1947-1952年間，擔任巴登地區的的議員。
朔伊布勒於1961年就讀Hausach高中，今天被稱為是Robert-Gerwig高中，畢業後於佛萊堡大學、漢堡大學就讀法律和經濟學，並於1966年通過第一次法律國家考試。1970年通過第二次法律國家考試。
1971年，朔伊布勒以Die berufsrechtliche Stellung der Wirtschaftsprüfer in Wirtschaftsprüfungsgesellschaften這份論文獲得博士學位。他之後在巴登符騰堡地區的稅務機關服務，當時是他最後在佛萊堡地方擔任公職。1978-1984年間，他擔任奥芬堡地方法院的律師。

## 从政经历

### 政黨之路
朔伊布勒政治之路於1961年開始，當年他參加了CDU的青年聯盟，之後他在佛萊堡跟漢堡兩地都擔任基督教民主聯盟學生會(Ring Christlich-Demokratischer Studenten)的主席。1965年，他加入CDU。1969-72年間，擔任南巴登青年聯盟區域主席，在1976-1984年間，他任CDU運動聯邦委員會的主席。
在1998年國會大選失利後，他擔任CDU的聯邦主席。在2000年由於政治獻金風暴，使他辭去黨與聯盟主席之職，當時梅克爾被選為黨主席。朔伊布勒之後擔任CDU的主席團和聯邦委員會成員。

### 議員生涯
朔伊布勒從1972年開始進入國會，目前記錄是10屆。在德國國會史上，僅次於Richard Stücklen(41年)，為40年經歷。1981-1984年間，他曾擔任CDU/CSU國會政黨聯盟領袖。1991年11月，他被選為聯盟主席。
在1998年大選敗戰後，朔伊布勒在國會內擔任反對黨領袖。2000年CDU因為醜聞案，他又重回了這個職務。2002年10月至2005年間，他擔任CDU/CSU國會聯盟代表主席。在德國奥芬堡選區，他一直連任國會議員。最近的一次選舉，亦即2009年，他以47.2％的得票率當選，上一次，亦即2005年的得票率是50.5％。

### 公職生涯
1984年11月15日，朔伊布勒擔任德國聯邦特別任務部長(Bundesminister für besondere Aufgaben)，也同時擔任首相柯爾總理府秘書長。
在1989年4月21日內閣重組之際，他擔任內政部長。在1990年兩德統一時，他則擔任西德方面的執行代表，負責跟東德方面協調統一事宜。
1997年柯爾表示朔伊布勒應該繼他之後，成為德國總理。但一直到2002年以前，朔伊布勒一直都沒擔任過總理之職，原因在於1998年CDU大敗。之後，像在2004年、2010年CSU和CDU部分人士都想推舉他當德國總統。
2005年11月22日，梅克爾內閣組成，他擔任內政部長。但是因他早先參與了CDU政治獻金事件而受到批判。
2009年在國會競選後，他又參加了梅克爾第二次內閣的組成，從此開始擔任財政部長。在担任這個職位的初期，他獲得了很高的滿意度（2011年9月民调）。
2021年10月，沃尔夫冈·朔伊布勒将联邦议院主席一职让给了贝贝尔·巴斯。

## 重大從政事件
- 1972年当选为联邦议院议员。

- 1975年任欧洲边界地区工作委员会主席。

- 1976年任联邦体育专家委员会主席。

- 1978年任奥芬堡县法院律师。

- 1982年任联邦总理办公厅主任（部长级）。

- 1991年1月任德国联邦内政部长。

- 1998年9月29日，科尔总理在辞去基民盟主席后宣布朔伊布勒继任该联盟主席。同年11月7日，朔伊布勒正式当选为基民盟主席。

- 2005年，再度担任德国联邦内政部长一职。

- 2009年起任德国联邦财政部长一职，多年来一直是德国基督教民主联盟（CDU）党内的重要人物。

- 2010年，英国《金融时报》将他评为欧洲最佳财政部长。

## 暗殺與身殘
1990年10月12日，當他出席一場於奥珀瑙的兄弟啤酒馆（Brauerei Bruder）競選活動時，被一位精神異常的的人物刺殺。暗殺者在他身後開了三槍。子彈打到他的下顎、背脊，使他身受重傷。朔伊布勒此後下身癱瘓，必須靠輪椅行走。

## 个人生活
朔伊布勒居住地在巴登的奥芬堡。他是一位基督教徒，並且跟民族經濟學家Ingeborg Schäuble結婚，育有4個孩子。他的弟弟叫作Thomas Schäuble，是巴登福騰堡邦的內政部長。他的女兒叫作Christine，跟國會議員、也是巴登福騰堡地區CDU地方委員Thomas Strobl結婚。2010年，她被提名擔任SWR電視台的主管職務，也因此受到批評，因為他父親、他的先生，都在巴登福騰堡地區的CDU聯盟擔任職位、也都是國會議員，足以影響局勢。

### 患病与死亡
朔伊布勒因罹患癌症于2023年12月26日逝世，享年81岁。他在去世几天前于海尔布隆的诊所接受了癌症治疗。德国总统施泰因迈尔在朔伊布勒去世之后下令举行国事活动。